# Eaunes
Eaunes (historiquement [eonə], souvent [on(ə)] aujourd'hui par hypercorrection ,, Èunas ['ɛunos] en occitan) est une commune française située dans le centre du département de la Haute-Garonne, en région Occitanie. Sur le plan historique et culturel, la commune est dans le Pays toulousain, qui s’étend autour de Toulouse le long de la vallée de la Garonne, bordé à l’ouest par les coteaux du Savès, à l’est par ceux du Lauragais et au sud par ceux de la vallée de l’Ariège et du Volvestre.
Exposée à un climat océanique altéré, elle est drainée par le ruisseau du Haumont, le ruisseau de la Grange, le ruisseau de la Hière et par divers autres petits cours d'eau. La commune possède un patrimoine naturel remarquable composé d'une zone naturelle d'intérêt écologique, faunistique et floristique.
Eaunes est une commune urbaine qui compte 6 525 habitants en 2022, après avoir connu une forte hausse de la population depuis 1975. Elle appartient à l'unité urbaine de Toulouse et fait partie de l'aire d'attraction de Toulouse. Ses habitants sont appelés les Eaunois ou  Eaunoises.
Le principal patrimoine architectural de la commune est l'abbaye de la Clarté-Dieu, protégée au titre des monuments historiques.

## Géographie

### Localisation
La commune d'Eaunes se trouve dans le département de la Haute-Garonne, en région Occitanie.
Elle se situe à 22 km à vol d'oiseau de Toulouse, préfecture du département, à 5 km de Muret, sous-préfecture, et à 12 km de Portet-sur-Garonne, bureau centralisateur du canton de Portet-sur-Garonne dont dépend la commune depuis 2015 pour les élections départementales.
La commune fait en outre partie du bassin de vie de Toulouse.
Les communes les plus proches sont : 
Lagardelle-sur-Lèze (3,0 km), Beaumont-sur-Lèze (4,6 km), Muret (4,9 km), Labarthe-sur-Lèze (5,0 km), Le Fauga (5,5 km), Villate (5,8 km), Saint-Hilaire (6,1 km), Vernet (6,4 km).
Sur le plan historique et culturel, Eaunes fait partie du pays toulousain, une ceinture de plaines fertiles entrecoupées de bosquets d'arbres, aux molles collines semées de fermes en briques roses, inéluctablement grignotée par l'urbanisme des banlieues.
Eaunes est limitrophe de cinq autres communes.
Les communes limitrophes sont Villate, Beaumont-sur-Lèze, Labarthe-sur-Lèze, Lagardelle-sur-Lèze et Muret.
|       | Villate           | Labarthe-sur-Lèze   |
| Muret | Eaunes            | Lagardelle-sur-Lèze |
|       | Beaumont-sur-Lèze |                     |

### Géologie et relief
La superficie de la commune de est de 1 495 hectares ; son altitude varie de 168  à   290 mètres.

### Hydrographie

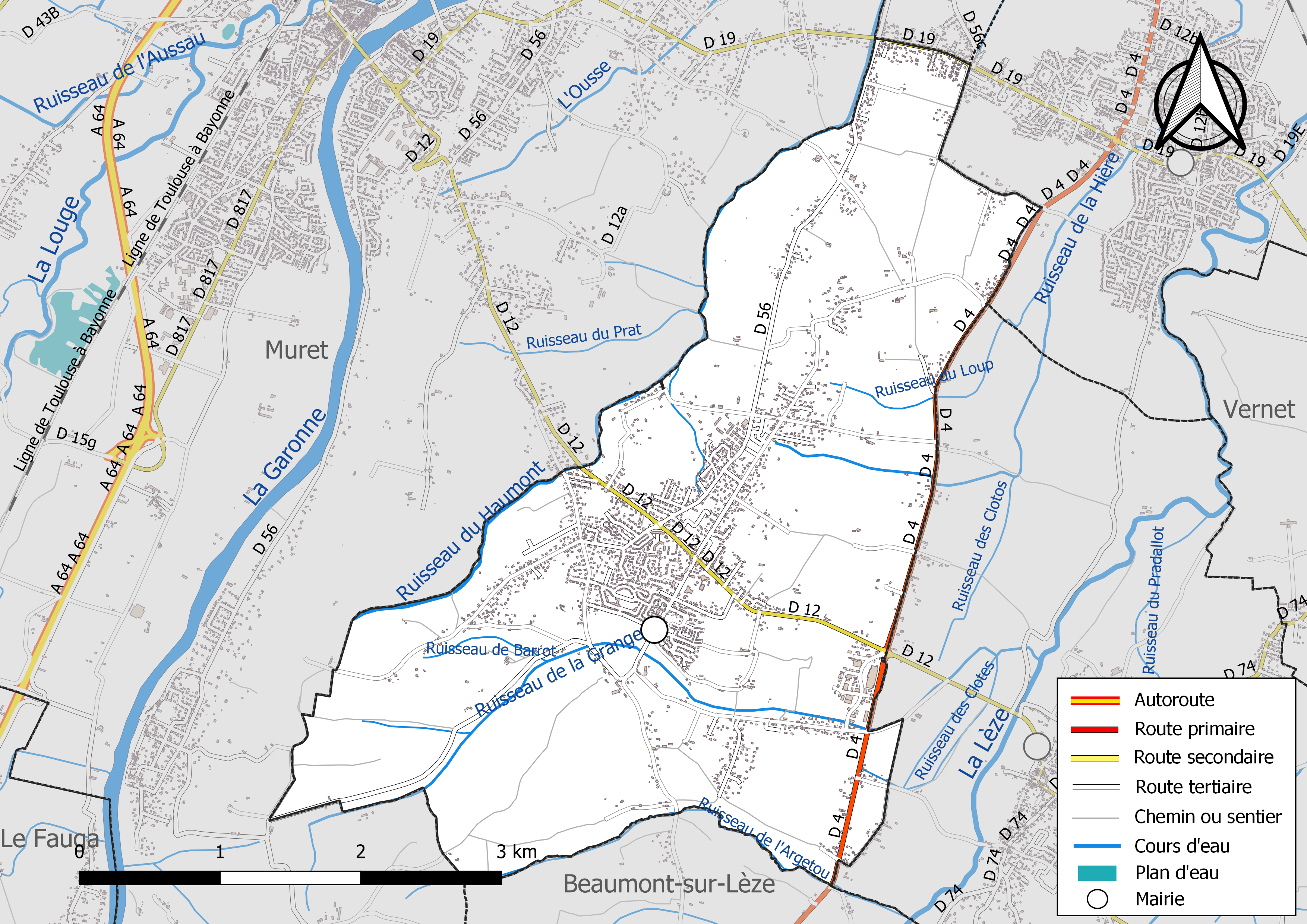
Réseaux hydrographique et routier d'Eaunes.

La commune est dans le bassin de la Garonne, au sein du bassin hydrographique Adour-Garonne. Elle est drainée par le ruisseau du Haumont, le ruisseau de la Grange, le ruisseau de la Hière, le ruisseau de Barrot, le ruisseau de l'Argetou, le ruisseau de Rogas, le ruisseau des Clotes, le ruisseau du Loup, le ruisseau du Prat et par deux petits cours d'eau, constituant un réseau hydrographique de 13 km de longueur totale,.
Le ruisseau du Haumont, d'une longueur totale de 11,5 km, prend sa source dans la commune et s'écoule du sud-ouest vers le nord-est. Il traverse la commune et se jette dans l'Ariège à Pins-Justaret, après avoir traversé 5 communes.

### Climat
Pour des articles plus généraux, voir Climat de l'Occitanie et Climat de la Haute-Garonne.
En 2010, le climat de la commune est de type climat du Bassin du Sud-Ouest, selon une étude s'appuyant sur une série de données couvrant la période 1971-2000. En 2020, Météo-France publie une typologie des climats de la France métropolitaine dans laquelle la commune est exposée à un climat océanique altéré et est dans la région climatique Aquitaine, Gascogne, caractérisée par une pluviométrie abondante au printemps, modérée en automne, un faible ensoleillement au printemps, un été chaud (19,5 °C), des vents faibles, des brouillards fréquents en automne et en hiver et des orages fréquents en été (15 à 20 jours).
Pour la période 1971-2000, la température annuelle moyenne est de 13 °C, avec une amplitude thermique annuelle de 15,7 °C. Le cumul annuel moyen de précipitations est de 762 mm, avec 9,2 jours de précipitations en janvier et 5,7 jours en juillet. Pour la période 1991-2020, la température moyenne annuelle observée sur la station météorologique la plus proche, située sur la commune de Lherm à 11 km à vol d'oiseau, est de 13,6 °C et le cumul annuel moyen de précipitations est de 620,4 mm,. Pour l'avenir, les paramètres climatiques de la commune estimés pour 2050 selon différents scénarios d'émission de gaz à effet de serre sont consultables sur un site dédié publié par Météo-France en novembre 2022.

### Milieux naturels et biodiversité

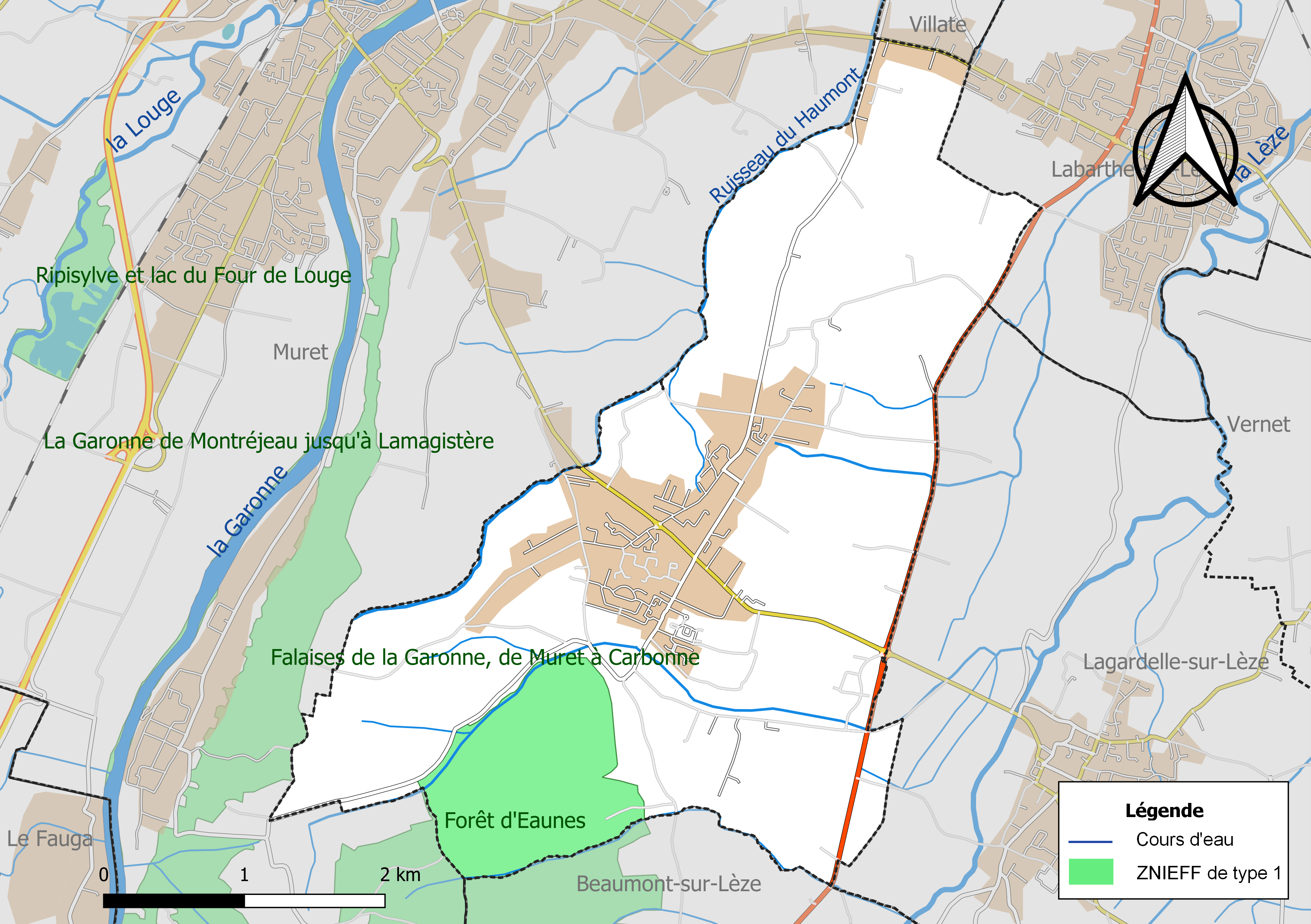
Carte de la ZNIEFF de type 1 localisée sur la commune.

L’inventaire des zones naturelles d'intérêt écologique, faunistique et floristique (ZNIEFF) a pour objectif de réaliser une couverture des zones les plus intéressantes sur le plan écologique, essentiellement dans la perspective d’améliorer la connaissance du patrimoine naturel national et de fournir aux différents décideurs un outil d’aide à la prise en compte de l’environnement dans l’aménagement du territoire.
Une ZNIEFF de type 1 est recensée sur la commune :
la « forêt d'Eaunes » (377 ha), couvrant 3 communes du département.

## Urbanisme

### Typologie
Au 1er janvier 2024, Eaunes est catégorisée ceinture urbaine, selon la nouvelle grille communale de densité à sept niveaux définie par l'Insee en 2022.
Elle appartient à l'unité urbaine de Toulouse, une agglomération inter-départementale regroupant 81  communes, dont elle est une commune de la banlieue,,. Par ailleurs la commune fait partie de l'aire d'attraction de Toulouse, dont elle est une commune de la couronne,. Cette aire, qui regroupe 527 communes, est catégorisée dans les aires de 700 000 habitants ou plus (hors Paris),.

### Occupation des sols
L'occupation des sols de la commune, telle qu'elle ressort de la base de données européenne d’occupation biophysique des sols Corine Land Cover (CLC), est marquée par l'importance des territoires agricoles (70 % en 2018), en diminution par rapport à 1990 (80,2 %). La répartition détaillée en 2018 est la suivante : 
terres arables (52,9 %), zones urbanisées (21,1 %), zones agricoles hétérogènes (17,1 %), forêts (8,9 %). L'évolution de l’occupation des sols de la commune et de ses infrastructures peut être observée sur les différentes représentations cartographiques du territoire : la carte de Cassini (XVIIIe siècle), la carte d'état-major (1820-1866) et les cartes ou photos aériennes de l'IGN pour la période actuelle (1950 à aujourd'hui).

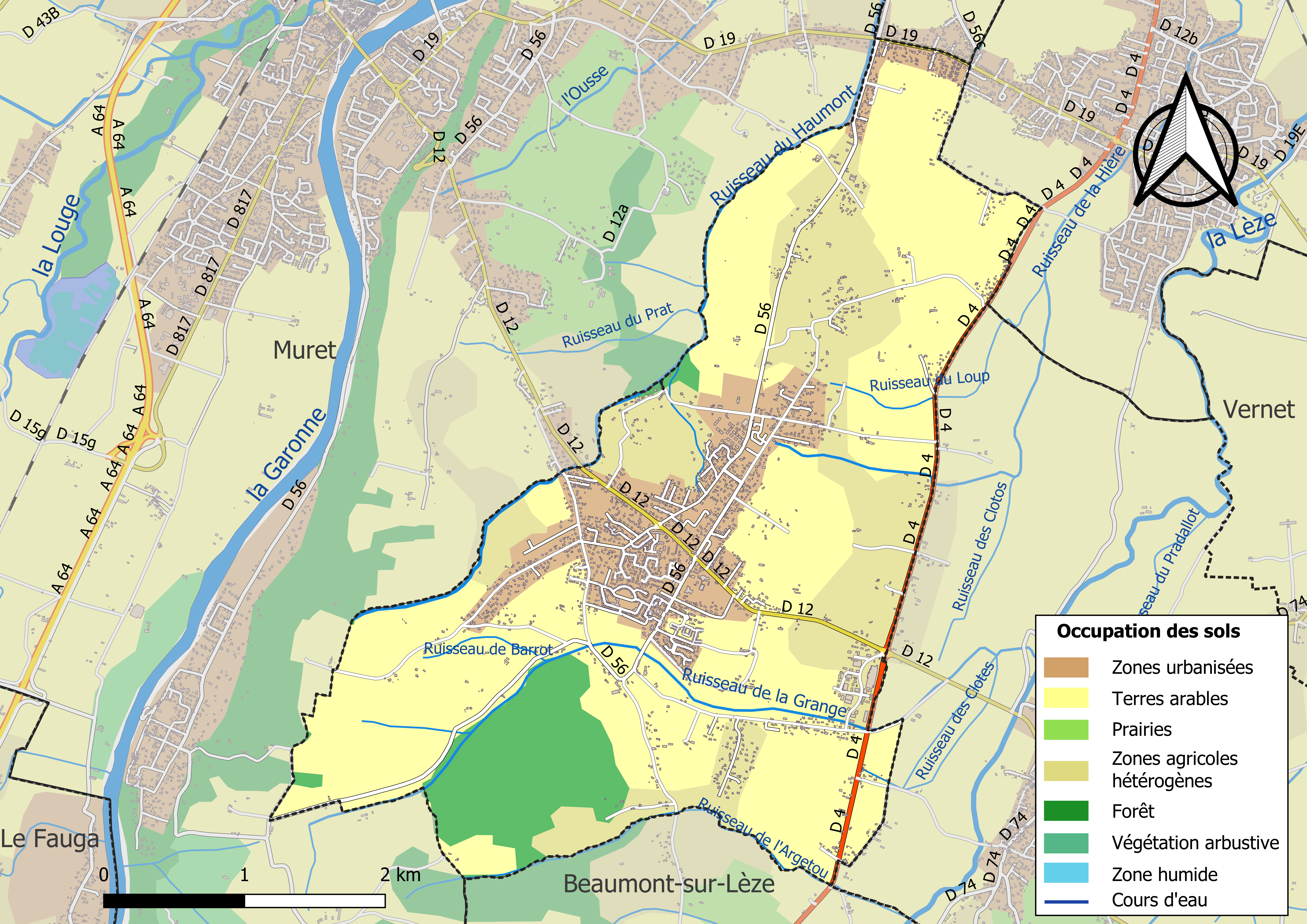
Carte des infrastructures et de l'occupation des sols de la commune en 2018 (CLC).

### Voies de communication et transports
Eaunes est desservie par la ligne 314 du réseau Tisséo, qui permet de rejoindre la gare de Muret, en correspondance avec la ligne D des TER Occitanie en direction de Toulouse-Matabiau. La commune est également desservie par la ligne 325 du réseau Arc-en-Ciel, qui relie la gare de Muret à Auterive.

## Histoire
En 1777 Eaunes se détache de la commune de Muret.

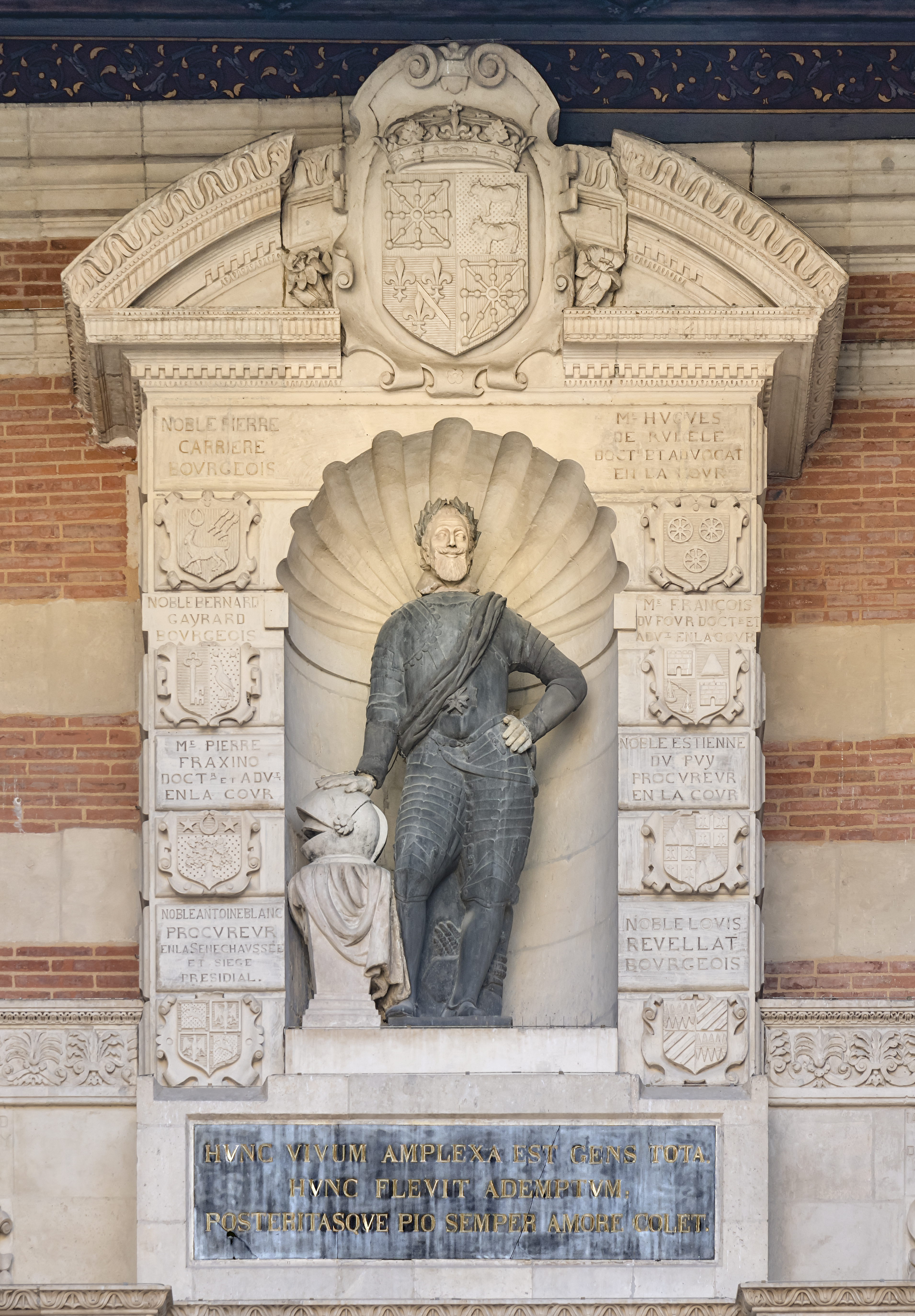
Henri IV, Capitole de Toulouse. Le blason de Noble Bernard de Gayrard, en haut à gauche de la statue.

Eaunes a été créée juste après la Révolution française de 1789. Elle fut habitée par des Muretains fuyant la révolte du tiers état à la fin de la monarchie française. Eaunes fut habitée par d'ex-nobles qui ont initié le château Gerber. En effet, Eaunes étant enclavée par la Garonne et la Lèze. Les premiers habitants ont donc construit un pont de style gallo-romain, grâce aux différentes carrières de pierre situées à Muret, pour traverser la Garonne. Le château étant construit le plus loin de la Garonne et très proche de la Lèze. Les nobles n'ont pas pu aller plus loin car il manquait du matériel pour construire un pont au-dessus de la Lèze, d'où la création d'un hameau qui s'est développé par la suite avec l'expansion de la cité toulousaine[réf. souhaitée].

### Héraldique
| Eaunes | Les armoiries actuelles pourraient se blasonner ainsi : Parti : au 1er d’azur à la clé, l'anneau en tiercefeuille, renversée et contournée d’or, au 2e d’argent à l'aigle arrêtée en pointe accompagnée de deux billettes rangées en chef, le tout d'or. |

Les armes actuelles de la commune ont été amoindries (simplifiées et modifiées) à partir de celles de Noble Louis de Gayrard, premier maire d'Eaunes en 1777, dont les armes de famille sont gravées à gauche de la statue d'Henri IV dans la cour intérieure du Capitole de Toulouse. Les couleurs et les métaux du blason sont donnés par la forme et le sens des stries de cette sculpture.

## Politique et administration

### Administration municipale
Le nombre d'habitants au recensement de 2017 étant compris entre 5 000 habitants et 9 999 habitants, le nombre de membres du conseil municipal pour l'élection de 2020 est de vingt-neuf,.

### Rattachements administratifs et électoraux
Commune faisant partie de la neuvième circonscription de la Haute-Garonne, de la communauté d'agglomération du Muretain et du canton de Portet-sur-Garonne.

### Liste des maires
Le conseil municipal du 4 avril 2014 procède à l'élection du nouveau maire, Daniel Espinosa, des conseillers municipaux et communautaires,,. Le 3 juillet 2020, Alain Sottil retrouve son siège de premier édile avec 20 voix contre 4 pour Sébastien Rouhaud et 4 bulletins blancs.

### Instances judiciaires et administratives
Les juridictions compétentes pour la commune d'Eaunes sont, à Muret, le tribunal d'instance, à Toulouse, le tribunal de grande instance, la cour d'appel, le tribunal pour enfants, le conseil de prud'hommes, le tribunal de commerce et le tribunal administratif, enfin la cour administrative d'appel de Bordeaux.

### Jumelages
| Eaunes Casier (Italie) Albalate de Cinca |

- Casier (Italie), dans la province de Trévise, région du Veneto.
- Albalate de Cinca (Espagne) dans la province de Huesca, région de l'Aragon.

## Démographie
| 1793 | 1800 | 1806 | 1821 | 1831 | 1836 | 1841 | 1846 | 1851 |
| ---- | ---- | ---- | ---- | ---- | ---- | ---- | ---- | ---- |
| 319  | 473  | 533  | 702  | 709  | 724  | 730  | 736  | 714  |

| 1856 | 1861 | 1866 | 1872 | 1876 | 1881 | 1886 | 1891 | 1896 |
| ---- | ---- | ---- | ---- | ---- | ---- | ---- | ---- | ---- |
| 718  | 675  | 650  | 614  | 593  | 581  | 531  | 505  | 505  |

| 1901 | 1906 | 1911 | 1921 | 1926 | 1931 | 1936 | 1946 | 1954 |
| ---- | ---- | ---- | ---- | ---- | ---- | ---- | ---- | ---- |
| 491  | 468  | 455  | 369  | 370  | 361  | 348  | 349  | 417  |

| 1962 | 1968 | 1975  | 1982  | 1990  | 1999  | 2006  | 2008  | 2013  |
| ---- | ---- | ----- | ----- | ----- | ----- | ----- | ----- | ----- |
| 429  | 527  | 1 488 | 2 347 | 2 550 | 3 389 | 4 132 | 4 345 | 5 782 |

| 2018  | 2022  | - | - | - | - | - | - | - |
| ----- | ----- | - | - | - | - | - | - | - |
| 6 234 | 6 525 | - | - | - | - | - | - | - |

| selon la population municipale des années : | 1968 | 1975 | 1982 | 1990 | 1999 | 2006 | 2009 | 2013 |
| Rang de la commune dans le département      | 168  | 60   | 45   | 52   | 44   | 45   | 45   | 36   |
| Nombre de communes du département           | 592  | 582  | 586  | 588  | 588  | 588  | 589  | 589  |

## Économie

### Revenus
En 2018  (données Insee publiées en septembre 2021), la commune compte 2 578 ménages fiscaux, regroupant 6 473 personnes. La médiane du revenu disponible par unité de consommation est de 22 580 € (23 140 € dans le département). 54 % des ménages fiscaux sont imposés (55,3 % dans le département).

### Emploi
|                | 2008  | 2013  | 2018  |
| -------------- | ----- | ----- | ----- |
| Commune        | 5 %   | 7,8 % | 7,7 % |
| Département    | 7,7 % | 9,6 % | 9,3 % |
| France entière | 8,3 % | 10 %  | 10 %  |

En 2018, la population âgée de 15 à 64 ans s'élève à 4 045 personnes, parmi lesquelles on compte 79,6 % d'actifs (71,9 % ayant un emploi et 7,7 % de chômeurs) et 20,4 % d'inactifs,. Depuis 2008, le taux de chômage communal (au sens du recensement) des 15-64 ans est inférieur à celui de la France et du département.
La commune fait partie de la couronne de l'aire d'attraction de Toulouse, du fait qu'au moins 15 % des actifs travaillent dans le pôle,. Elle compte 781 emplois en 2018, contre 830 en 2013 et 700 en 2008. Le nombre d'actifs ayant un emploi résidant dans la commune est de 2 935, soit un indicateur de concentration d'emploi de 26,6 % et un taux d'activité parmi les 15 ans ou plus de 65,9 %.
Sur ces 2 935 actifs de 15 ans ou plus ayant un emploi, 349 travaillent dans la commune, soit 12 % des habitants. Pour se rendre au travail, 91 % des habitants utilisent un véhicule personnel ou de fonction à quatre roues, 3,5 % les transports en commun, 2,9 % s'y rendent en deux-roues, à vélo ou à pied et 2,6 % n'ont pas besoin de transport (travail au domicile).

### Activités hors agriculture

#### Secteurs d'activités
425 établissements sont implantés  à Eaunes au 31 décembre 2019. Le tableau ci-dessous en détaille le nombre par secteur d'activité et compare les ratios avec ceux du département,.
| Secteur d'activité                                                                                        | Commune | Commune | Département |
| Secteur d'activité                                                                                        | Nombre  | %       | %           |
| --- | ------- | ------- | ----------- |
| Ensemble                                                                                                  | 425     | 100 %   | (100 %)     |
| Industrie manufacturière, industries extractives et autres                                                | 13      | 3,1 %   | (5,7 %)     |
| Construction                                                                                              | 83      | 19,5 %  | (12 %)      |
| Commerce de gros et de détail, transports, hébergement et restauration                                    | 107     | 25,2 %  | (25,9 %)    |
| Information et communication                                                                              | 8       | 1,9 %   | (4,1 %)     |
| Activités financières et d'assurance                                                                      | 4       | 0,9 %   | (3,8 %)     |
| Activités immobilières                                                                                    | 21      | 4,9 %   | (4,2 %)     |
| Activités spécialisées, scientifiques et techniques et activités de services administratifs et de soutien | 69      | 16,2 %  | (19,8 %)    |
| Administration publique, enseignement, santé humaine et action sociale                                    | 65      | 15,3 %  | (16,6 %)    |
| Autres activités de services                                                                              | 55      | 12,9 %  | (7,9 %)     |

Le secteur du commerce de gros et de détail, des transports, de l'hébergement et de la restauration est prépondérant sur la commune puisqu'il représente 25,2 % du nombre total d'établissements de la commune (107 sur les 425 entreprises implantées  à Eaunes), contre 25,9 % au niveau départemental.

#### Entreprises et commerces
Les cinq entreprises ayant leur siège social sur le territoire communal qui génèrent le plus de chiffre d'affaires en 2020 sont : 
- SAS Eaudisse, hypermarchés (30 105 k€) ;
- Sarv Invest, activités des sièges sociaux (2 680 k€) ;
- Jardiloisirs De La Leze-Jardinerie..., commerce de détail de fleurs, plantes, graines, engrais, animaux de compagnie et aliments pour ces animaux en magasin spécialisé (1 729 k€) ;
- Inmac France, installation de machines et équipements mécaniques (902 k€) ;
- CGPLM, travaux de maçonnerie générale et gros œuvre de bâtiment (842 k€).

### Agriculture
La commune est dans le Volvestre, une petite région agricole localisée dans l'est du département de la Haute-Garonne, constituée de collines de terrefort à fortes pentes autrefois consacrées à l’élevage s’orientent aujourd’hui vers les grandes cultures. En 2020, l'orientation technico-économique de l'agriculture  sur la commune est la culture de céréales et/ou d'oléoprotéagineuses.
|               | 1988 | 2000 | 2010 | 2020 |
| ------------- | ---- | ---- | ---- | ---- |
| Exploitations | 39   | 22   | 12   | 16   |
| SAU (ha)      | 864  | 550  | nd   | 545  |

Le nombre d'exploitations agricoles en activité et ayant leur siège dans la commune est passé de 39 lors du recensement agricole de 1988  à 22 en 2000 puis à 12 en 2010 et enfin à 16 en 2020, soit une baisse de 59 % en 32 ans. Le même mouvement est observé à l'échelle du département qui a perdu pendant cette période 57 % de ses exploitations,. La surface agricole utilisée sur la commune a également diminué, passant de 864 ha en 1988 à 545 ha en 2020. Parallèlement la surface agricole utilisée moyenne par exploitation a augmenté, passant de 22 à 34 ha.

## Société

### Enseignement
Eaunes comporte les structures suivantes associées à l'enfance : une halte-garderie, un réseau d'assistantes maternelles agréées, deux écoles maternelles, deux  écoles élémentaires (écoles Jean-Dargassies et André-Audouin), depuis janvier 2019, un restaurant scolaire La table de Maïa, un centre de loisirs sans hébergement (CLSH), un centre de loisirs associé aux écoles (CLAE).

### Cultes

#### Culte catholique
Eaunes fait partie du secteur pastoral de Muret, qui comprend les paroisses de Saint-Jacques et Saint-Jean à Muret, et celles des villages d'Estantens, Ox, Le Fauga, Eaunes, Saint-Hilaire.
Le père Joseph Coltro est curé-doyen au service du secteur pastoral en 2014.

#### Culte protestant
- Église de Maison[46], 415 chemin du Jouliou.

### Médias
L'Eaunesblog est un média en ligne modéré créé le 11 février 2013, ayant pour but d'être un espace de partage et d'échanges pour les habitants de la commune.

### Manifestations culturelles et festivités
Des manifestations sont souvent présentes à Eaunes, principalement des spectacles.
Manifestations phares :
- Forum des associations & Fête des enfants : il accueille certaines des associations sportives ou culturelles pour un après-midi convivial le premier dimanche de septembre.
- La fête de la musique se tient le 21 juin au hall du village.
- Le vide-grenier annuel du club de rugby, le RCE XV.
- Le trail du Bois ; en marchant ou en courant, le trail organisé par Gym pour Tous propose un trajet partant de et revenant à la médiathèque, en passant par le bois de d'Eaunes.

### Associations sportives
Eaunes compte en tout 10 associations sportives dans différents domaines : chasse ACCA ; danse (Compagnie MAKA Danse) ; gymnastique (Gymnastique Pour Tous) ; multiSports "Extrême" (Raid Aventure 31) ; randonnées (VTT ; pédestres) et Rand'Eaunes ; basketball (Racing Club Eaunes Basket) ; football (Racing Club Eaunes Football) ; Rugby à XV (Racing Club Eaunes Rugby XV ; Pétanque (Racing Club Eaunes Pétanque) ; Tennis (Tennis Municipal du Pitou).[réf. souhaitée]

### Autres associations
La commune compte 22 autres associations dans des domaines en dehors du sportif : Secourisme (ADPC 31) ; sports Caritatifs (Amaz'Eaunes (Marche et Course à pied au bénéfice de la Ligue contre le Cancer "du sein")) ; troisième Âge (Amicale des Aînés) ; anciens Combattants (Amicale des Anciens Combattants) ; chant et Musique (AMIE) ; parents d'élèves (APEE -/- FCPE) ; musique (Ateliers de la Forêt -/- Batterie Percussions Musique) ; défense de consommateurs ; Association Départementale des Familles Rurales ; spectacles & théâtres (Azag) ; photographies (Club Photo "Noir et Blanc" -/- Numer'Image) ; jumelage (Comité de Jumelage) ; Manifestations (Comité des Fêtes) ; environnement (Eaunes Environnement Durable et Qualité de Vie) ; ateliers manuels (Eaunes Loisirs) ; imagerie vidéo (Image'In) ; "Marché de Noël" (Les Artisanes) ; chant (Chante qui p(l)eut) ; assistantes maternelles (Les Petits Mousquetaires) ; "Bourses aux vêtements et aux jouets" (Philanthrope) ; aide en relation soignant-soigné (Pour le Renouveau de la Relation Soignant-Soigné en Midi-Pyrénées) ; patrimoine (Renaissance du Patrimoine Eaunois) ; secours catholique.[réf. souhaitée]

### Écologie et recyclage
La collecte et le traitement des déchets des ménages et des déchets assimilés ainsi que la protection et la mise en valeur de l'environnement se font dans le cadre de la communauté d'agglomération du Muretain.

## Culture locale et patrimoine

### Lieux et monuments

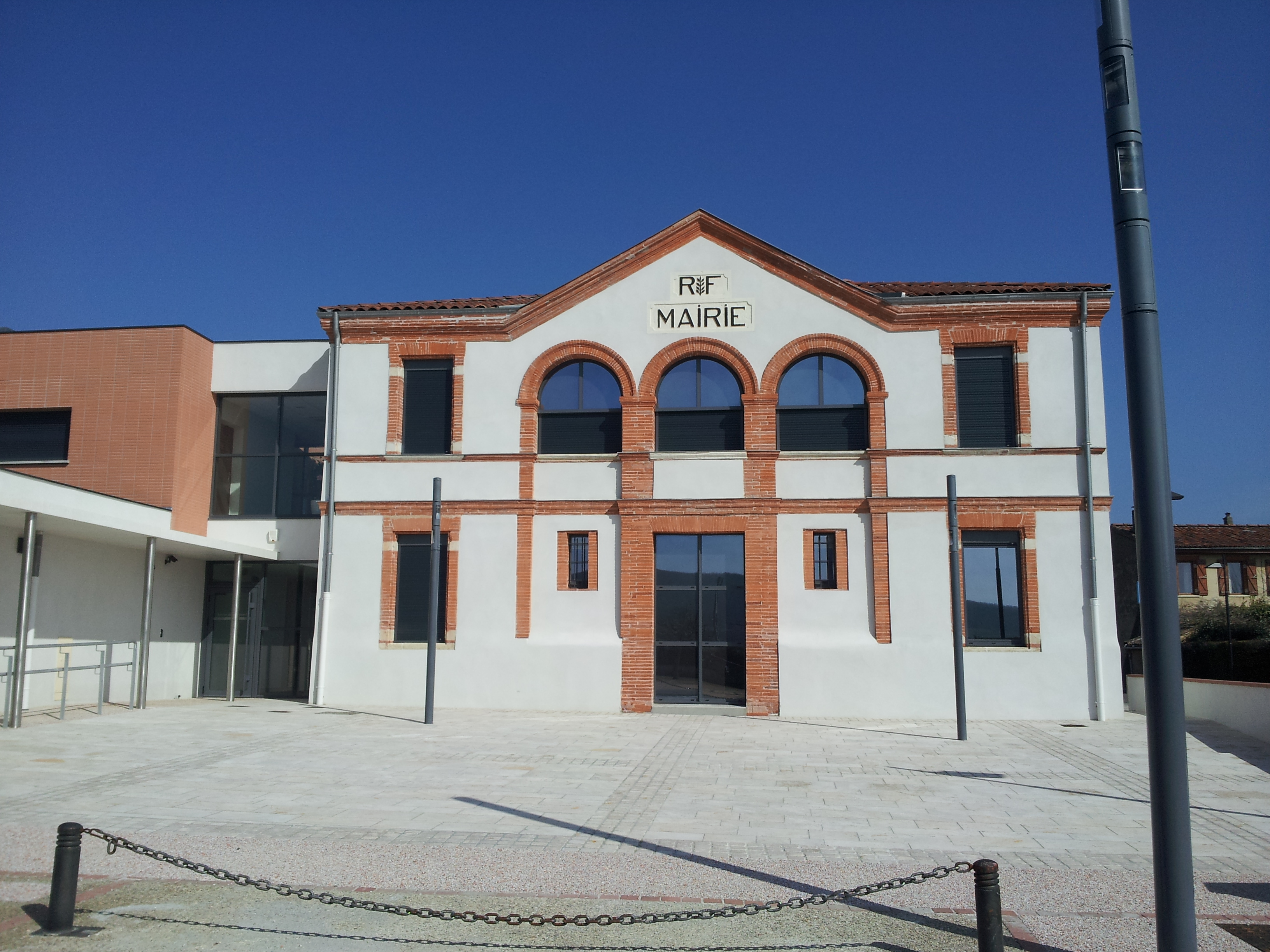
Ancienne façade et entrée principale de la mairie.
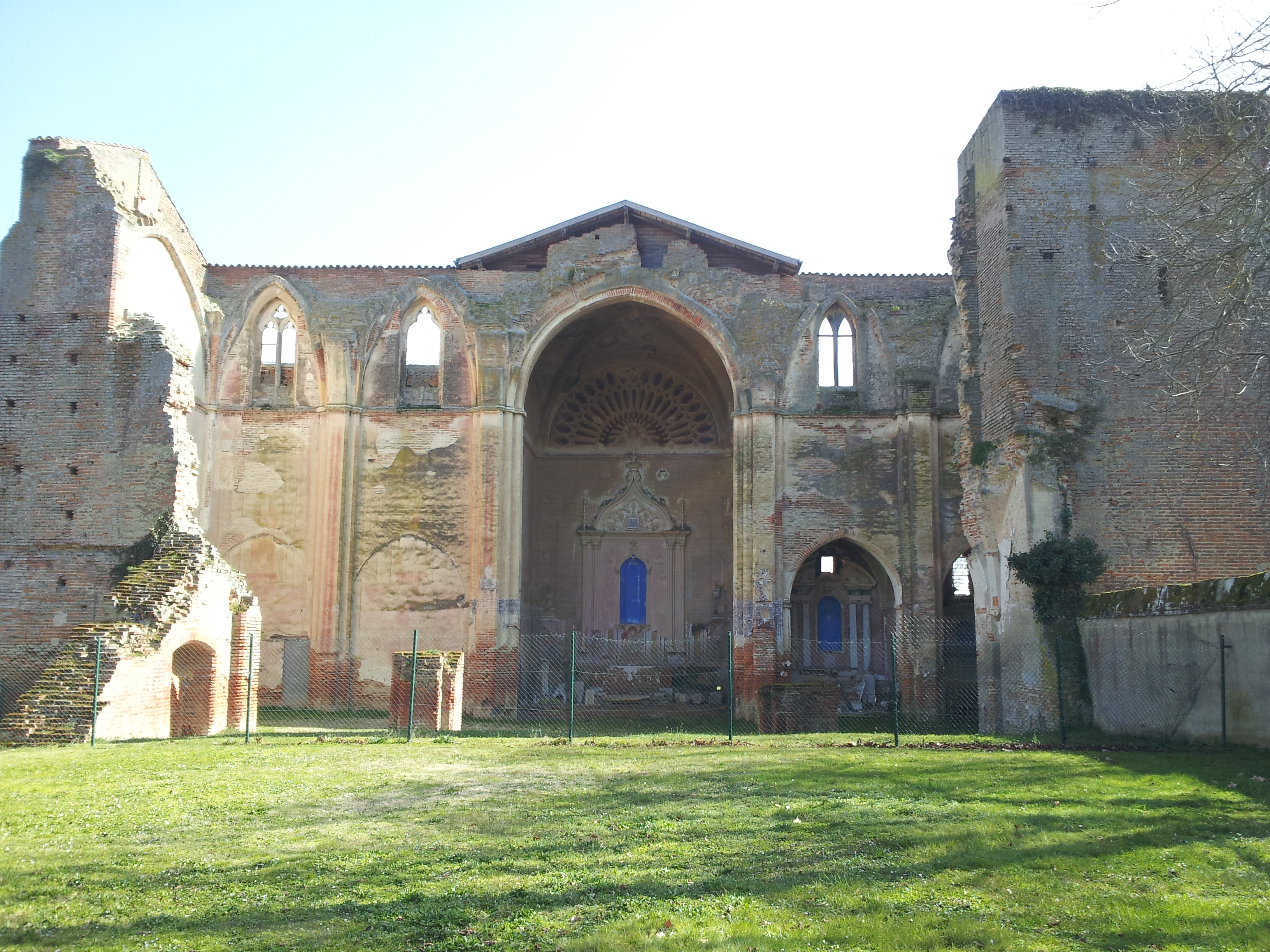
Abbaye de La Clarté-Dieu, ancienne nef et transept.
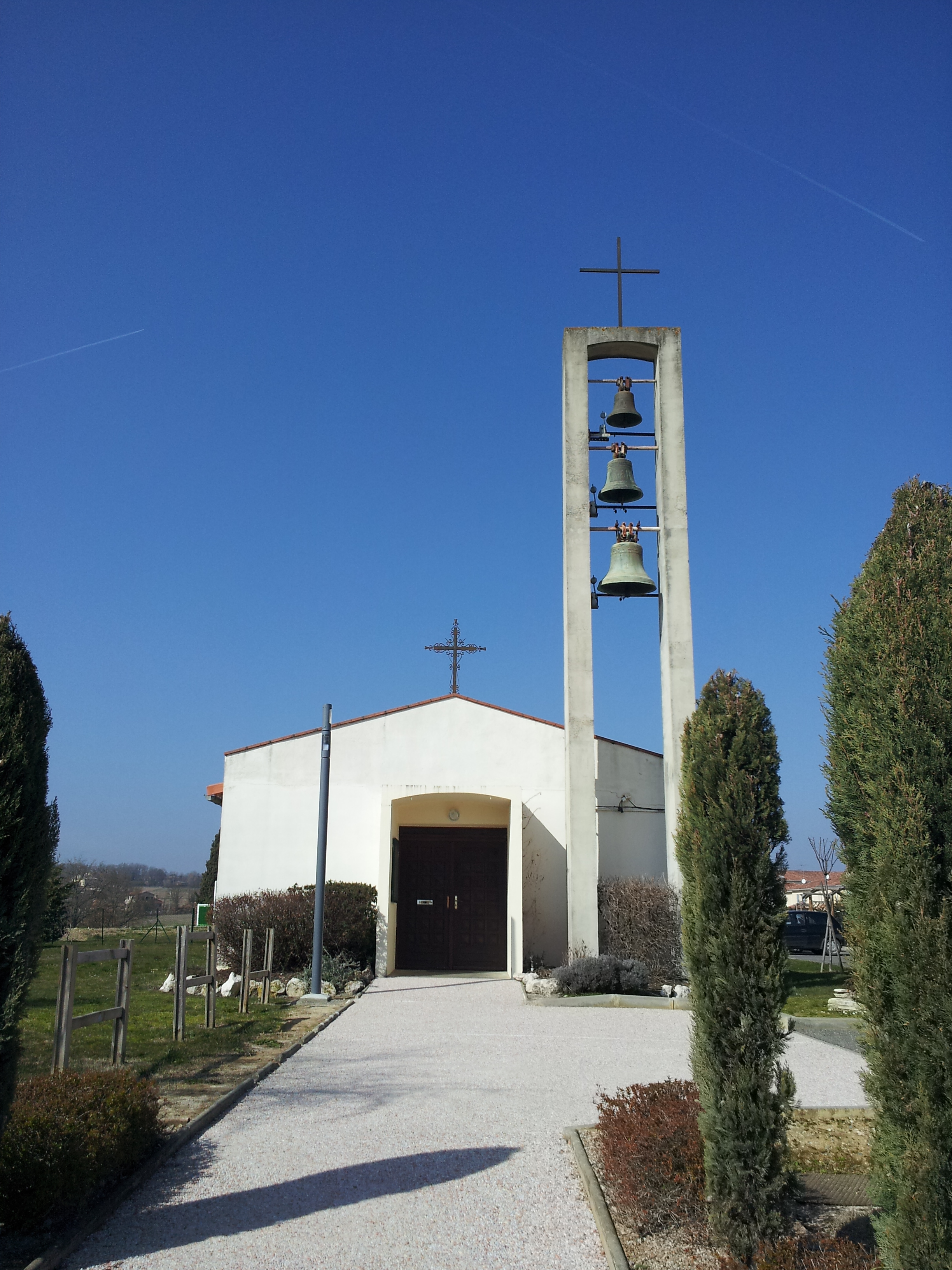
La chapelle Saint-Léger d'Eaunes en 2013.

#### Patrimoine religieux
- Abbaye de La Clarté-Dieu, 785, avenue de la mairie ;
- Chapelle Saint-Léger, église paroissiale catholique, 80 rue des Aunes ;
- Église de Maison à Eaunes, de confession protestante, 415 chemin du Jouliou.

#### Patrimoine civil
- La médiathèque Marie de France, inaugurée le 11 octobre 2008[51], située dans l'ancien bâtiment conventuel.

### Personnalités liées à la commune
- François de Joyeuse
- Mathurin de Savonnières

## Pour approfondir